# Mufasa
Mufasa is de vader van Simba, het hoofdpersonage in de film De Leeuwenkoning en de musical The Lion King. Daarnaast heeft hij (als geest) een bijrol in The Lion King II: Simba's trots en The Lion Guard. 
Mufasa is de koning van het Koningsland en staat bekend om zijn dapperheid en wijsheid. Hij is een grote leeuw met een stevig lichaam met brede schouders, ronde spieren en een grote borstkas. Mufasa is goedaardig, optimistisch en onbaatzuchtig en hij heeft respect voor alle wezens. Mufasa beschermt het Koningsland fel en aarzelt niet om ten koste van alles de vrede te bewaren. Mufasa is bezorgd om zijn zoon Simba, wanneer deze in moeilijkheden is. 
Mufasa heeft ook een jongere broer, Scar, die zelf koning wil worden en Mufasa van de troon wil stoten. Scar geeft de hyena's Shenzi, Banzai en Ed de opdracht om een kudde gnoes op hol te laten slaan, om zowel Mufasa als Simba te doden. Mufasa kan Simba alsnog redden, maar komt zelf om het leven doordat Scar hem van een kloof duwt en vertrapt wordt door de gnoes. Later in de film verschijnt Mufasa als geest, om de reeds volwassen Simba te vertellen dat hij de ware koning is en moet terugkeren naar het Koningsland. Mufasa's geest verschijnt nog aan het einde van de film, nadat Simba Scar heeft verslagen. 
In The Lion King II: Simba's trots wil Mufasa de troepen van Zira en Simba verenigen. 
In The Lion Guard verschijnt Mufasa als geest wanneer Kion hem om raad vraagt. 
Het woord mufasa komt uit het Swahili en betekent "koning". 
De Engelse stem van Mufasa werd ingesproken door James Earl Jones, de Nederlandse stem door Coen Flink. Voor de vervolgfilm The Lion King II: Simba's Pride werd Mufasa's stem ingesproken door Hero Muller. Voor de remake uit 2019 werd Mufasa opnieuw ingesproken door James Earl Jones. De Nederlandse stem werd ingesproken door Murth Mossel. In de vervolgfilm Mufasa: The Lion King uit 2024 werd het personage ingesproken door Aaron Pierre en Braelyn Rankins. In de Nederlandse versie werd de stem ingesproken door Nigel Brown en Luca Oedairam. James Earl Jones die de stem van Mufasa in de originele The Lion King uit 1994 en de remake uit 2019 vertolkte is tijdens de opening van de film Mufasa: The Lion King met gearchiveerde opnames te horen als eerbetoon; Jones overleed drie maanden voor de release van de film.